# カラオケ★バトル
『カラオケ★バトル』（カラオケバトル）は、テレビ東京系で放送されていたカラオケ番組。ご本家の歌手とのど自慢タレントの挑戦者が、ご本家の持ち歌でカラオケ対決を行う。2008年4月から約2年半の間放送されていなかったが、2010年10月より再び定期的に放送されるようになった。この項では特別編『カラオケ★バトル 芸能界No.1決定戦』・『カラオケ★バトル 全国No.1選手権』についても触れる。

## 放送日
すべて日本標準時。次節以降ではサブタイトルは省略する。

### カラオケ★バトル
| 回数   | 放送タイトル                                           | 放送日                   | 放送時間      | 備考                                          | 視聴率         |
| ------ | ------------------------------------------------------ | ------------------------ | ------------- | --------------------------------------------- | -------------- |
| 第1回  | 真剣! カラオケ★バトル                                  | 2006年9月22日（金曜日）  | 19:00 - 20:54 |                                               | 不明           |
| 第2回  | 歌手に挑戦! カラオケ★バトル2                           | 2007年4月9日（月曜日）   | 19:00 - 21:48 |                                               | 不明           |
| 第3回  | 歌手に挑戦! カラオケ★バトル3                           | 2007年10月8日（月曜日）  | 19:00 - 21:48 |                                               | 不明           |
| 第4回  | 歌手に挑戦! カラオケ★バトル4                           | 2008年4月7日（月曜日）   | 19:00 - 21:48 |                                               | 不明           |
| 第5回  | カラオケ★バトル5                                       | 2010年10月10日（日曜日） | 19:00 - 21:48 | 『日曜ビッグバラエティ』枠                    | 07.5%          |
| 第6回  | 新春カラオケ★バトル6 史上最強! 下剋上スペシャル        | 2011年1月1日（土曜日）   | 18:00 - 20:54 | 第1部（18:00 - 19:00） 第2部（19:00 - 20:54） | 07.2%（第2部） |
| 第7回  | カラオケ★バトル7                                       | 2011年10月2日（日曜日）  | 19:00 - 21:48 | 『日曜ビッグバラエティ』枠                    | 09.7%          |
| 第8回  | 新春カラオケ★バトル8 史上最強! 下剋上スペシャル        | 2012年1月1日（日曜日）   | 18:00 - 21:54 | 第1部（18:00 - 19:00） 第2部（19:00 - 21:54） | 10.1%（第2部） |
| 第9回  | カラオケ★バトル9                                       | 2012年6月24日（日曜日）  | 19:00 - 21:48 | 『日曜ビッグバラエティ』枠                    | 10.4%          |
| 第10回 | カラオケ★バトル10                                      | 2012年10月7日（日曜日）  | 19:00 - 21:48 | 『日曜ビッグバラエティ』枠                    | 05.7%          |
| 第11回 | 新春カラオケ★バトル11 史上最強! 下剋上スペシャル       | 2013年1月1日（火曜日）   | 18:00 - 21:54 | 第1部（18:00 - 19:00） 第2部（19:00 - 21:54） | 09.6%（第2部） |
| 第12回 | 新春カラオケ★バトル12 夢の競演! 波乱の下剋上スペシャル | 2014年1月1日（水曜日）   | 18:00 - 21:54 |                                               | 07.7%          |

### カラオケ★バトル 芸能界No.1決定戦
いずれも『日曜ビッグバラエティ』枠にて放送
| 回数  | 放送タイトル                      | 放送日                   | 優勝者     | 優勝者 | 放送時間      | 備考                                          | 視聴率                      |
| 回数  | 放送タイトル                      | 放送日                   | 名前       | 得点   | 放送時間      | 備考                                          | 視聴率                      |
| ----- | --------------------------------- | ------------------------ | ---------- | ------ | ------------- | --------------------------------------------- | --------------------------- |
| 第1回 | カラオケ★バトル 芸能界No.1決定戦  | 2012年12月2日（日曜日）  | 水森かおり | 97.298 | 19:00 - 21:48 |                                               | 11.9%                       |
| 第2回 | カラオケ★バトル 芸能界No.1決定戦2 | 2013年4月14日（日曜日）  | 麻倉未稀   | 97.103 | 19:00 - 21:48 |                                               | 8.3%                        |
| 第3回 | カラオケ★バトル 芸能界No.1決定戦3 | 2013年10月13日（日曜日） | 三波豊和   | 97.190 | 18:30 - 21:48 | 第1部（18:30 - 19:00） 第2部（19:00 - 21:48） | 4.5%（第1部） 8.1%（第2部） |

### カラオケ★バトル 全国No.1選手権
| 回数  | 放送タイトル                                                | 放送日 放送時間                       | 備考                                                                           | 決勝進出者 | 決勝進出者 | 決勝進出者 | 決勝進出者 | 決勝進出者 | 視聴率        |
| 回数  | 放送タイトル                                                | 放送日 放送時間                       | 備考                                                                           | -          | 優勝       | 2位        | 3位        | 4位        | 視聴率        |
| ----- | ----------------------------------------------------------- | ------------------------------------- | ------------------------------------------------------------------------------ | ---------- | ---------- | ---------- | ---------- | ---------- | ------------- |
| 第1回 | カラオケ★バトル 全国No.1選手権                              | 2013年5月17日（金曜日） 18:30 - 20:50 | 第1部（18:30 - 19:00） 第2部（19:00 - 20:50）                                  | 名前       | 青木緑子   | 林部智史   | 山口健     | -          | 8.8%（第2部） |
| 第1回 | カラオケ★バトル 全国No.1選手権                              | 2013年5月17日（金曜日） 18:30 - 20:50 | 第1部（18:30 - 19:00） 第2部（19:00 - 20:50）                                  | 決勝       | 97.365     | 96.654     | 96.331     | -          | 8.8%（第2部） |
| 第1回 | カラオケ★バトル 全国No.1選手権                              | 2013年5月17日（金曜日） 18:30 - 20:50 | 第1部（18:30 - 19:00） 第2部（19:00 - 20:50）                                  | 予選       | 97.454     | 97.046     | 97.231     | -          | 8.8%（第2部） |
| 第2回 | カラオケ★バトル 全国No.1選手権2                             | 2013年8月30日（金曜日） 18:30 - 21:50 | 第1部（18:30 - 19:00） 第2部（19:00 - 21:50）                                  | 名前       | 栗林聡子   | 田村加奈子 | 松原凛子   | 林部智史   | 7.5%（第2部） |
| 第2回 | カラオケ★バトル 全国No.1選手権2                             | 2013年8月30日（金曜日） 18:30 - 21:50 | 第1部（18:30 - 19:00） 第2部（19:00 - 21:50）                                  | 決勝       | 97.392     | 97.100     | 96.487     | 96.064     | 7.5%（第2部） |
| 第2回 | カラオケ★バトル 全国No.1選手権2                             | 2013年8月30日（金曜日） 18:30 - 21:50 | 第1部（18:30 - 19:00） 第2部（19:00 - 21:50）                                  | 予選       | 97.003     | 98.100     | 96.551     | 97.977     | 7.5%（第2部） |
| 第3回 | カラオケ★バトル 全国No.1選手権 グランドチャンピオン大会2013 | 2013年12月1日（日曜日） 18:55 - 21:48 | 『日曜ビッグバラエティ』枠で放送 第1部（18:55 - 19:00） 第2部（19:00 - 21:48） | 名前       | 小松陽     | 田村加奈子 | 副島龍之介 | -          | 7.5%（第2部） |
| 第3回 | カラオケ★バトル 全国No.1選手権 グランドチャンピオン大会2013 | 2013年12月1日（日曜日） 18:55 - 21:48 | 『日曜ビッグバラエティ』枠で放送 第1部（18:55 - 19:00） 第2部（19:00 - 21:48） | 決勝       | 98.360     | 98.071     | 97.680     | -          | 7.5%（第2部） |
| 第3回 | カラオケ★バトル 全国No.1選手権 グランドチャンピオン大会2013 | 2013年12月1日（日曜日） 18:55 - 21:48 | 『日曜ビッグバラエティ』枠で放送 第1部（18:55 - 19:00） 第2部（19:00 - 21:48） | 予選       | 98.521     | 98.492     | 96.815     | -          | 7.5%（第2部） |

### 歌好き家族対抗！カラオケバトル
| 回数  | 放送タイトル                   | 放送日                 | 放送時間      | 視聴率 |
| ----- | ------------------------------ | ---------------------- | ------------- | ------ |
| 第1回 | 歌好き家族対抗！カラオケバトル | 2014年2月7日（金曜日） | 18:30 - 19:54 | 3.2%   |

## 概要
- 曲は全てプロ歌手自身のヒット曲で得点はカラオケマシーン（現在はLIVEDAMSTADIUM）がはじき出す。歌手が自分の持ち歌で点数を出されてしまう、容赦の無さが見所になっている。
- 第3回からPremier DAM、第6回の放送からはLIVE DAMとなり、小数点以下3桁まで得点が出るようになり、これまでより採点が厳しくなった。
- 堺正章は『新春かくし芸大会』終了の2011年の元旦から3年連続本番組に出演している。また、2011年以降、当番組がテレビ東京の元日恒例番組になっている。
- また、当番組のMCの堺正章は、同じくカラオケ番組である『歌がうまい王座決定戦スペシャル』（フジテレビ）にも審査員として出演している。
- 2014年4月からは、『THEカラオケ★バトル』とタイトルを改め、新たな対戦スタイルに変え、水曜19時台でレギュラー化された[22]。初回は放送時間を拡大し、18:57 - 20:49の2時間スペシャルでの放送。

### カラオケ★バトル
- プロ歌手チーム、挑戦者チームに別れ、ガチンコのカラオケ対決10回戦の総合得点を競う。
- これまでの最高得点はささきいさおの「銀河鉄道999」で99点だった。
- 第1回、第3回、第4回、第5回、第7回、第9回、第11回、第12回のエンディングでは、MCの堺正章も往年のヒット曲「街の灯り」を、第6回、第10回のエンディングでは「さらば恋人」を自分で歌ったほか、第8回では、ご本家として「さらば恋人」で初めて対戦に登場したが、その際の司会は堺の代行として出演者である徳光和夫が務めた。

### カラオケ★バトル 芸能界No.1決定戦
- 前述の「カラオケ★バトル」とは異なり、出演者全員の対決となる。
- 第1・2回
  - 予選は出演者全員が自信のある1曲ずつ歌って得点を競い、歌い終わった後、直ぐ採点。最終的に上位3名に入れば決勝へ進出。
  - 決勝は予選と違う曲を1曲歌い、最高得点を出した方が優勝。副賞として賞金100万円が贈られる。
- 第3回
  - 予選は出演者が2ブロックに分かれ、全員が自信のある1曲ずつ歌って得点を競う。歌唱後に直ちに採点し、最終的に各ブロック上位3名に入れば決勝へ進出。
  - 決勝は2ブロックトータルで予選の点数が低い人順に予選と違う曲を1曲歌い、最高得点を出した方が優勝。副賞として賞金100万円が贈られる。

### カラオケ★バトル 全国No.1選手権
- 全国のアマチュアより優勝が争われる大会。
- 1ブロック6人のうち、最高得点を獲得した人が決勝へ進出。
- 各ブロック3人がブロック戦と違う曲を1曲歌い、最高得点を出した方が優勝。賞金100万円が贈られる。
- グランドチャンピオン大会2013が2013年12月1日に放送された。

## MC
- 堺正章
- 木佐彩子（第1回 ～ 第4回）
- 繁田美貴（テレビ東京アナウンサー）（第5回 ～ 　）

## 対戦カード

### カラオケ★バトル
| 対戦   | ご本家                        | 挑戦者            | 曲名                                |
| ------ | ----------------------------- | ----------------- | ----------------------------------- |
| 1回戦  | 尾崎紀世彦                    | 山口智充          | また逢う日まで                      |
| 2回戦  | 八代亜紀                      | 真島茂樹          | 雨の慕情                            |
| 3回戦  | 松本伊代                      | 友近              | センチメンタル・ジャーニー          |
| 4回戦  | 風見しんご                    | 東貴博            | 僕笑っちゃいます、涙のtake a chance |
| 5回戦  | 桑名正博                      | 城咲仁            | セクシャルバイオレットNo.1          |
| 6回戦  | ささきいさお                  | 湯浅卓            | 宇宙戦艦ヤマト、銀河鉄道999         |
| 7回戦  | 岩崎良美                      | 千秋              | タッチ                              |
| 8回戦  | ヒロシ&キーボー               | 小錦夫妻          | 3年目の浮気                         |
| 9回戦  | ロス・インディオス&シルヴィア | 山口智充&インリン | 別れても好きな人                    |
| 10回戦 | 八代亜紀                      | 友近              | 舟唄                                |

### カラオケ★バトル2
| 対戦  | ご本家                              | 挑戦者   | 曲名               |
| ----- | ----------------------------------- | -------- | ------------------ |
| 1回戦 | 松本伊代                            | 友近     | TVの国からキラキラ |
| 2回戦 | 小林幸子                            | 松居一代 | おもいで酒         |
| 3回戦 | 保田圭&矢口真里（元モーニング娘。） | 森三中   | LOVEマシーン       |

### カラオケ★バトル3
| 対戦  | ご本家            | 挑戦者                       | 曲名             |
| ----- | ----------------- | ---------------------------- | ---------------- |
| 1回戦 | サンプラザ中野    | 城咲仁                       | リゾ・ラバ       |
| 2回戦 | 尾藤イサオ        | 薬師寺保栄                   | あしたのジョー   |
| 3回戦 | 伊藤咲子          | 魚住りえ                     | ひまわり娘       |
| 4回戦 | 沢田知可子        | 瀬戸カトリーヌ               | 会いたい         |
| 5回戦 | オヨネーズ        | モンキッキー・山川恵理佳夫妻 | 麦畑             |
| 6回戦 | 尾崎紀世彦        | 半田健人                     | また逢う日まで   |
| 7回戦 | 千昌夫            | 鈴木宗男                     | 北国の春         |
| 8回戦 | 中沢堅司（元H2O） | 中山秀征                     | 想い出がいっぱい |

### カラオケ★バトル4
| 対戦   | ご本家                                    | 挑戦者       | 曲名                       |
| ------ | ----------------------------------------- | ------------ | -------------------------- |
| 1回戦  | 山本リンダ                                | 友近         | どうにもとまらない         |
| 2回戦  | 立川俊之（大事MANブラザーズオーケストラ） | 小川直也     | それが大事                 |
| 3回戦  | ささきいさお                              | 神保悟志     | 宇宙戦艦ヤマト             |
| 4回戦  | サンプラザ中野                            | 佐藤弘道     | 大きな玉ねぎの下で         |
| 5回戦  | 前川陽子                                  | 叶美香       | キューティーハニー         |
| 6回戦  | 黒沢年雄                                  | 山咲トオル   | 時には娼婦のように         |
| 7回戦  | BORO                                      | ルー大柴     | 大阪で生まれた女           |
| 8回戦  | 松本伊代                                  | ハリセンボン | センチメンタル・ジャーニー |
| 9回戦  | ぼんちおさむ                              | KABA.ちゃん  | 恋のぼんちシート           |
| 10回戦 | 榊原郁恵                                  | 上原さくら   | 夏のお嬢さん               |
| 11回戦 | class                                     | ペナルティ   | 夏の日の1993               |
| 12回戦 | 瀬川瑛子                                  | 奈美悦子     | 命くれない                 |
| 13回戦 | 堀内孝雄                                  | 中山秀征     | 君のひとみは10000ボルト    |

### カラオケ★バトル5
| 対戦   | ご本家                                               | 挑戦者                                           | 曲名                       |
| ------ | ---------------------------------------------------- | ------------------------------------------------ | -------------------------- |
| 1回戦  | 錦野旦                                               | 半田健人                                         | 空に太陽がある限り         |
| 2回戦  | 堀内孝雄                                             | 美木良介                                         | 恋唄綴り                   |
| 3回戦  | 石川ひとみ                                           | 島崎和歌子                                       | まちぶせ                   |
| 4回戦  | ジェロ                                               | 宮川俊二                                         | 海雪                       |
| 5回戦  | ばんばひろふみ                                       | ユージ                                           | SACHIKO                    |
| 6回戦  | 元おニャン子クラブ（新田恵利・国生さゆり・生稲晃子） | アラサーっ子クラブ（小野真弓・小林恵美・夏川純） | セーラー服を脱がさないで   |
| 7回戦  | 尾藤イサオ                                           | 山本高広                                         | あしたのジョー             |
| 8回戦  | IZAM                                                 | 井上裕介（NON STYLE）                            | Melty Love                 |
| 9回戦  | 麻倉未稀                                             | 伊藤かずえ                                       | ヒーロー                   |
| 10回戦 | 水木一郎                                             | はるな愛                                         | マジンガーZ                |
| 11回戦 | 秋元順子                                             | 米良美一                                         | 愛のままで…                |
| 12回戦 | 松本伊代                                             | 久保いろは（モエヤン）                           | センチメンタル・ジャーニー |
| 13回戦 | つのだ☆ひろ                                          | 山田ルイ53世（髭男爵）                           | メリー・ジェーン           |
| 14回戦 | 小林幸子                                             | 奈美悦子                                         | おもいで酒                 |

### カラオケ★バトル6
| 対戦   | ご本家     | 挑戦者         | 曲名                 |
| ------ | ---------- | -------------- | -------------------- |
| 1回戦  | 今陽子     | 森口博子       | 恋の季節             |
| 2回戦  | 堀内孝雄   | 速水けんたろう | 愛しき日々           |
| 3回戦  | 小柳ルミ子 | 叶美香         | 瀬戸の花嫁           |
| 4回戦  | T.AKIRA    | ホリ           | 学園天国             |
| 5回戦  | BORO       | ラサール石井   | 大阪で生まれた女     |
| 6回戦  | 日野美歌   | ジェロ         | 氷雨                 |
| 7回戦  | 五月みどり | さくらまや     | 一週間に十日来い     |
| 8回戦  | 梅沢富美男 | 小林幸子       | 夢芝居               |
| 9回戦  | 木村弓     | 米良美一       | いつも何度でも       |
| 10回戦 | 庄野真代   | misono         | 飛んでイスタンブール |
| 11回戦 | 堀江淳     | 川合俊一       | メモリーグラス       |
| 12回戦 | 辺見マリ   | 渡辺直美       | 経験                 |
| 13回戦 | 麻丘めぐみ | 上原美優       | わたしの彼は左きき   |
| 14回戦 | 八代亜紀   | 藤田弓子       | 舟唄                 |

### カラオケ★バトル7
| 対戦   | ご本家                       | 挑戦者                | 曲名                       |
| ------ | ---------------------------- | --------------------- | -------------------------- |
| 1回戦  | 森川由加里                   | 森口博子              | SHOW ME                    |
| 2回戦  | 井上あずみ                   | さくらまや            | となりのトトロ             |
| 3回戦  | 堀内孝雄                     | 宮川俊二              | 遠くで汽笛を聞きながら     |
| 4回戦  | 葛城ユキ                     | はるな愛              | ボヘミアン                 |
| 5回戦  | 桑名正博                     | 桑野信義              | セクシャルバイオレットNo.1 |
| 6回戦  | 岩崎良美                     | 千秋                  | タッチ                     |
| 7回戦  | 岸田敏志                     | モト冬樹              | きみの朝                   |
| 8回戦  | 笠浩二（C-C-B）              | 井上裕介（NON STYLE） | Romanticが止まらない       |
| 9回戦  | 松崎しげる                   | 水木一郎              | 愛のメモリー               |
| 10回戦 | 小柳ルミ子                   | 沢田亜矢子            | お久しぶりね               |
| 11回戦 | 宮路オサム（殿さまキングス） | 梅沢富美男            | なみだの操                 |
| 12回戦 | 沢田知可子                   | 友近                  | 会いたい                   |
| 13回戦 | 松村和子                     | 奈美悦子              | 帰ってこいよ               |
| 14回戦 | 細川たかし                   | 三田村邦彦            | 北酒場                     |

### カラオケ★バトル8
2012年1月1日放送。
| 対戦   | ご本家                     | 挑戦者                   | 曲名                     |
| ------ | -------------------------- | ------------------------ | ------------------------ |
| 1回戦  | 錦野旦                     | 彦摩呂                   | 空に太陽がある限り       |
| 2回戦  | 石川ひとみ                 | 森口博子                 | まちぶせ                 |
| 3回戦  | 田中星児                   | 宮川俊二                 | ビューティフル・サンデー |
| 4回戦  | 渥美二郎                   | 米良美一                 | 夢追い酒                 |
| 5回戦  | 麻倉未稀                   | さくらまや               | ヒーロー                 |
| 6回戦  | 西口久美子（青い三角定規） | 叶美香                   | 太陽がくれた季節         |
| 7回戦  | 大川栄策                   | 舞の海秀平               | さざんかの宿             |
| 8回戦  | マヒナスターズ             | 徳光和夫                 | 泣かないで               |
| 9回戦  | 五月みどり                 | あき竹城                 | おひまなら来てね         |
| 10回戦 | マルシア                   | 松本明子                 | ふりむけばヨコハマ       |
| 11回戦 | ささきいさお               | 水木一郎                 | 銀河鉄道999              |
| 12回戦 | 三浦和人（元雅夢）         | 増田英彦（ますだおかだ） | 愛はかげろう             |
| 13回戦 | 堀内孝雄                   | 岩本恭省                 | 昴 -すばる-／谷村新司    |
| 14回戦 | 小柳ルミ子                 | 奈美悦子                 | わたしの城下町           |
| 15回戦 | 美川憲一                   | はるな愛                 | さそり座の女             |
| 16回戦 | 八代亜紀                   | 松居直美                 | おんな港町               |
| 17回戦 | 堺正章                     | ジェロ                   | さらば恋人               |
| 18回戦 | 早見優                     | 伊藤かずえ               | 夏色のナンシー           |
| 19回戦 | 橋幸夫                     | 梅沢富美男               | 潮来笠                   |

### カラオケ★バトル9
| 対戦   | ご本家                             | 挑戦者                       | 曲名               |
| ------ | ---------------------------------- | ---------------------------- | ------------------ |
| 1回戦  | サンプラザ中野くん                 | さくらまや                   | Runner             |
| 2回戦  | 水森かおり                         | 吉木りさ                     | 鳥取砂丘           |
| 3回戦  | 平和勝次（平和勝次とダークホース） | 徳光和夫                     | 宗右衛門町ブルース |
| 4回戦  | 伍代夏子                           | 美元                         | ひとり酒           |
| 5回戦  | 宮路オサム（殿さまキングス）       | いっこく堂                   | なみだの操         |
| 6回戦  | 堀内孝雄                           | ノブ&フッキー                | 秋止符             |
| 7回戦  | 伊藤咲子                           | 新垣里沙（元モーニング娘。） | ひまわり娘         |
| 8回戦  | 嶋大輔                             | はるな愛                     | 男の勲章           |
| 9回戦  | 五十嵐浩晃                         | 宮川俊二                     | ペガサスの朝       |
| 10回戦 | 秋元順子                           | 米良美一                     | 愛のままで…        |
| 11回戦 | 中村美律子                         | 沢田亜矢子                   | 河内おとこ節       |
| 12回戦 | 諸星和己（元光GENJI）              | 井上裕介（NON STYLE）        | ガラスの十代       |
| 13回戦 | 森昌子                             | 森口博子                     | 越冬つばめ         |

### カラオケ★バトル10
| 対戦   | ご本家                 | 挑戦者                   | 曲名                       |
| ------ | ---------------------- | ------------------------ | -------------------------- |
| 1回戦  | 松本伊代               | はるな愛                 | センチメンタル・ジャーニー |
| 2回戦  | 堀内孝雄               | 増田英彦（ますだおかだ） | 遠くで汽笛を聞きながら     |
| 3回戦  | 水木一郎               | さくらまや               | マジンガーZ                |
| 4回戦  | 水森かおり             | 沢田亜矢子               | 熊野古道                   |
| 5回戦  | 堀江淳                 | いっこく堂               | メモリーグラス             |
| 6回戦  | 山川豊                 | モト冬樹                 | アメリカ橋                 |
| 7回戦  | 麻倉未稀               | 伊藤かずえ               | ヒーロー                   |
| 8回戦  | 辛島美登里             | 相沢まき                 | サイレント・イヴ           |
| 9回戦  | 布川敏和（シブがき隊） | 井上裕介（NON STYLE）    | 100%…SOかもね!             |
| 10回戦 | 佳山明生               | 日野美歌                 | 氷雨                       |
| 11回戦 | 渥美二郎               | 益子卓郎（U字工事）      | 釜山港へ帰れ               |
| 12回戦 | 中沢けんじ（元H2O）    | 宮川俊二                 | 想い出がいっぱい           |
| 13回戦 | 森昌子                 | 森口博子                 | 哀しみ本線日本海           |

### カラオケ★バトル11
2013年1月1日放送。
| 対戦         | 曲名                           | ご本家                | ご本家 | 挑戦者                | 挑戦者 |
| 対戦         | 曲名                           | 名前                  | 得点   | 名前                  | 得点   |
| ------------ | ------------------------------ | --------------------- | ------ | --------------------- | ------ |
| 1回戦        | ひょっこりひょうたん島         | 前川陽子              | 89.714 | さくらまや            | 97.058 |
| 2回戦        | 無言坂                         | 香西かおり            | 83.338 | 相沢まき              | 95.569 |
| 3回戦        | 影法師                         | 堀内孝雄              | 78.692 | カール北川            | 82.234 |
| 4回戦        | 部屋とYシャツと私              | 平松愛理              | 93.552 | 大沢あかね            | 89.934 |
| 5回戦        | 涙をふいて                     | 三貴哲成              | 84.532 | 宮川俊二              | 91.564 |
| 6回戦        | ひとり長良川                   | 水森かおり            | 95.796 | たかはし智秋          | 94.190 |
| 7回戦        | 兄弟船                         | 鳥羽一郎              | 95.274 | 山川豊                | 88.382 |
| 8回戦        | 虹色の湖                       | 中村晃子              | 79.666 | 飯星景子              | 89.059 |
| 9回戦        | 喝采                           | 中村泰士              | 81.784 | 叶美香                | 83.378 |
| 10回戦       | 君をのせて                     | 井上あずみ            | 87.859 | ANoRA                 | 92.849 |
| 11回戦       | さざんかの宿                   | 大川栄策              | 96.396 | ゆうぞう              | 95.260 |
| 12回戦       | パラダイス銀河                 | 諸星和己（元光GENJI） | 89.557 | 井上裕介（NON STYLE） | 87.994 |
| 13回戦       | 今さらジロー                   | 小柳ルミ子            | 86.143 | 姿月あさと            | 91.346 |
| 14回戦       | 夢芝居                         | 梅沢富美男            | 81.761 | 草野仁                | 88.052 |
| 15回戦       | お金をちょうだい               | 美川憲一              | 86.834 | はるな愛              | 82.436 |
| 16回戦       | 大阪で生まれた女               | BORO                  | 90.376 | 原口あきまさ          | 89.289 |
| 17回戦       | secret base 〜君がくれたもの〜 | MIYU（ZONE）          | 86.081 | スザンヌ              | 81.918 |
| 18回戦       | いつでも夢を                   | 橋幸夫                | 91.069 | えなりかずき          | 93.219 |
| エンディング | 街の灯り                       | 堺正章                | 83.594 |                       |        |

### カラオケ★バトル12
2014年1月1日放送。
| 対戦         | 曲名                           | ご本家                | ご本家 | 挑戦者              | 挑戦者         |
| 対戦         | 曲名                           | 名前                  | 得点   | 名前                | 得点           |
| ------------ | ------------------------------ | --------------------- | ------ | ------------------- | -------------- |
| 1回戦        | う、ふ、ふ、ふ、               | EPO                   | 90.758 | 香坂みゆき          | 88.096         |
| 2回戦        | ありがとう…感謝                | 小金沢昇司            | 94.256 | 勢翔太              | 89.477         |
| 3回戦        | 逢いたくて逢いたくて           | 園まり                | 88.518 | 藤田紀子            | 90.346         |
| 4回戦        | あしたのジョー                 | 尾藤イサオ            | 85.640 | はるな愛            | 81.364         |
| 5回戦        | ひとり酒                       | 伍代夏子              | 93.952 | ソンミ              | 96.822         |
| 6回戦        | そんな夕子にほれました         | 増位山太志郎          | 83.980 | 徳光和夫            | 82.798         |
| 7回戦        | 夏のお嬢さん                   | 榊原郁恵              | 89.101 | 唯月ふうか          | 91.804         |
| 8回戦        | 愛はかげろう                   | 三浦和人（元雅夢）    | 93.871 | 原口あきまさ        | 92.807         |
| 9回戦        | 愛の讃歌                       | ペギー葉山            | 84.725 | 菅原洋一            | 83.422         |
| 10回戦       | 北酒場                         | 細川たかし            | 96.844 | 中村泰士            | 92.675         |
| 11回戦       | 亜麻色の髪の乙女               | 島谷ひとみ            | 96.844 | 原日出子            | 95.793         |
| 12回戦       | 海雪                           | ジェロ                | 94.848 | 三波豊和            | 97.415         |
| 13回戦       | 人形の家                       | 弘田三枝子            | 82.107 | 叶美香              | 89.581         |
| 14回戦       | ガラスの十代                   | 諸星和己（元光GENJI） | 88.675 | 狩野英孝            | 87.760         |
| 15回戦       | 鳥取砂丘                       | 水森かおり            | 95.666 | 麻倉未稀            | 96.408         |
| 16回戦       | みちのくひとり旅               | 山本譲二              | 90.292 | 益子卓郎（U字工事） | 88.393         |
| 17回戦       | 私のハートはストップモーション | 桑江知子              | 88.322 | 藤吉久美子          | 88.278         |
| 18回戦       | 夢芝居                         | 梅沢富美男            | 88.722 | いっこく堂          | 86.332         |
| エンディング | 街の灯り                       | 堺正章                | 84.820 | リバス高瀬一郎      | リバス高瀬一郎 |

## スタッフ
- ナレーション：藤村俊二（第1回 - 第4回）、服部潤（第5回 - ）